# Прелог
Пре́лог (хорв. Prelog, венг. Perlak) — город в Меджимурской жупании Хорватии. Население — 4 324 человек (2011), население округа с центром в Прелоге — 7 815 человек.

## Общие сведения
Прелог расположен в самом северном регионе Хорватии — междуречье рек Дравы и Муры, известном как Меджимурье. Город находится на северном берегу Дубравского водохранилища на Драве, в 15 километрах к юго-востоку от Чаковца и в 25 километрах к востоку от Вараждина. В 10 километрах к северо-востоку от города проходит граница с Венгрией.
Из города идут автодороги на запад к Чаковцу, на восток к общине Донья-Дубрава, на северо-восток к общине Домашинец и венгерской границе, а также на юг, на другой берег Дравы.

## История
Впервые город упомянут в 1264 году, позже он перешёл под власть семьи Зринских, под управлением которых Прелог успешно развивался как торговый и ярмарочный центр. В 1334 году здесь была построена первая церковь. В 1671 году Пётр Зринский был обвинён в заговоре против Габсбургов и казнён, что вызвало временный упадок города. В XVIII веке, однако, город вновь начал расти, здесь была открыта шёлковая мануфактура, восстановлена традиция проведения ярмарок. В 1753 году в Прелоге возвели барочный храм св. Иакова. В XVIII веке Прелог был крупнейшим городом Меджимурья.
В XIX веке город вступил в период упадка. Роль столицы Меджимурья перешла к Чаковцу, главные транспортные пути обошли Прелог стороной. Вплоть до 1918 года Прелог входил в состав комитата Зала. В 1941—1945 годах город был оккупирован венгерской армией, затем вошёл в состав СФРЮ, потеряв статус города. С 1991 года в составе независимой Хорватии, в 1997 году вновь обрёл статус города, после чего начал быстро развиваться.
Современная экономика города базируется на промышленности (пищевая, деревообрабатывающая, металлообработка). В последнее время растёт роль туризма. Окрестности Прелога привлекают большое количество охотников и рыболовов.

## Достопримечательности
- Храм св. Иакова — возведён в 1753 году в стиле барокко.